# 토빈의 q이론
토빈의 q이론(Tobin's q theory)은 전통적 투자함수의 주요 변수인 이자율 외에 투자유인에 대한 포괄적 정보를 고려하여 투자가 결정된다는 이론이다. 미국의 경제학자 제임스 토빈이 창시한 투자 이론이다.

## q의 정의와 기업의 의사 결정
토빈의 q는 주식 시장에서 평가된 기업의 가치를 기업의 총실물자본의 구입가격으로 나눈 값으로 정의할 수 있다.
이런 q값에 따라 기업은 투자에 대한 의사결정을 하는데
만약 {\displaystyle q>1}라면, 기업은 기업의 가치를 높이기 위해 투자를 더 할 것이다.
만약 {\displaystyle q=1}라면, 기업은 최적자본량을 달성한 것이다.
만약 {\displaystyle q<1}라면, 기업은 감소하는 자본을 대체하지 않을 것이다.

## 한계 q
하야시(F. Hayashi) 등은 앞서 정의한 토빈의 q를 평균 q라고 정의하고, 한계 q(Tobin's marginal q)와 구별하여 이론을 더욱 정교하게 발전시켰다. 한계 q는 자본 1단위 증가에 따른 기업 가치의 변화분을 자본재 1단위의 가격으로 나눈 값으로 정의된다.
평균 q에 비해 엄밀한 것은 사실이나, 측정이 어렵다는 단점이 있다.

## 토빈의 q이론의 문제점
기업의 입장에서 주식시장은 자금조달 수단으로서 매우 제한된 역할을 맡고 있고, 투기적 요인에 영향을 많이 받아 단기변동성이 매우 크기 때문에 현실적 설명력이 떨어지는 것으로 나타났다.

## 참고 문헌
- 정운찬·김영식, 《거시경제학》 (제8판), 율곡출판사 ISBN 978-89-91830-21-9
- 김진욱, 《경제학의 zip》 (제3판), 네오시스 ISBN 978-89-5953-103-5